# Universidade Marshall
A Universidade Marshall (em inglês: Marshall University) é uma instituição universitária pública dos Estados Unidos da América, localizada na cidade de Huntington, estado de Virgínia Ocidental.

## História

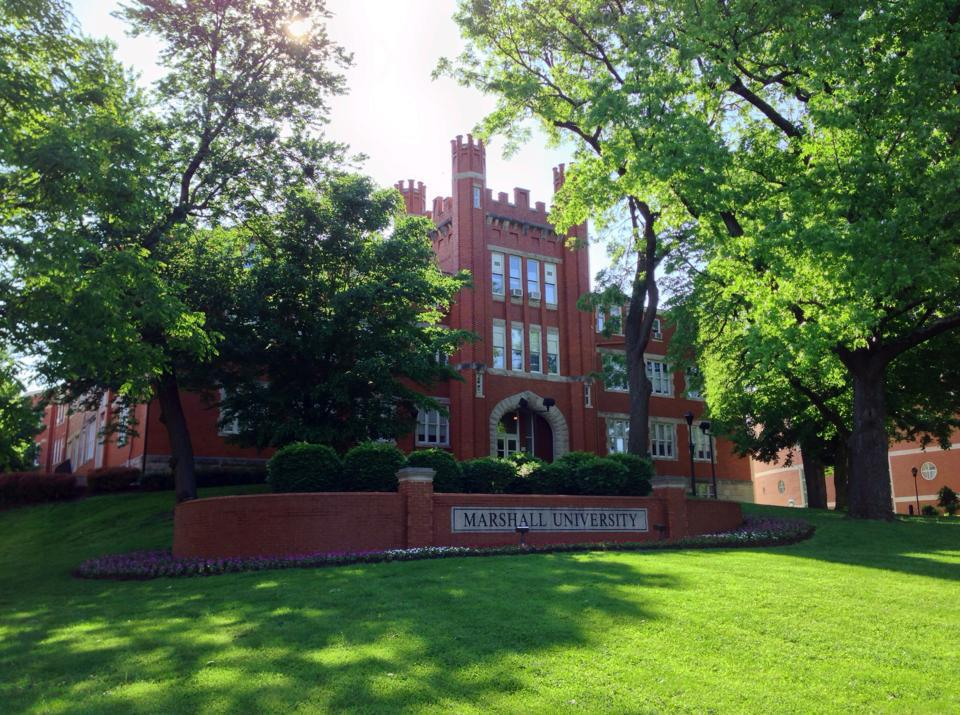
Prédio histórico da reitoria da Universidade

Fundada em 1837, seu nome é uma homenagem ao quarto presidente da Suprema Corte dos Estados Unidos, John J. Marshall, sendo criada como Marshall Academy, uma instituição particular sem a aplicação do ensino superior. Em 1858 mudou o nome para Marshall College e durante o período da Guerra Civil Americana foi fechada várias vezes, por dificuldades financeiras. Com as mudanças políticas e territoriais sofridas na Virgínia em decorrência da guerra de secessão, em 1867 foi reaberta e somente em 2 de março de 1961 a instituição recebeu o status de universidade.

### Desastre aéreo de 1970
Em 14 de novembro de 1970, no Voo Southern Airways 932, ocorreu o que é considerado a pior tragédia relacionada com esportes na história dos Estados Unidos, quando toda a equipe de futebol americano (comissão técnica e jogadores) da universidade morreu no acidente aéreo.
Com as cores verde e branco e o apelido de "jovem manada trovejante" (antes do acidente eram conhecidos por "manada trovejante"), a equipe de futebol voltou a participar das competições universitárias com os alunos/atletas que não estavam no avião e atletas de outras modalidades, já no ano seguinte (1971), e sob o comando do treinador Jack Lengyel.

## Esportes

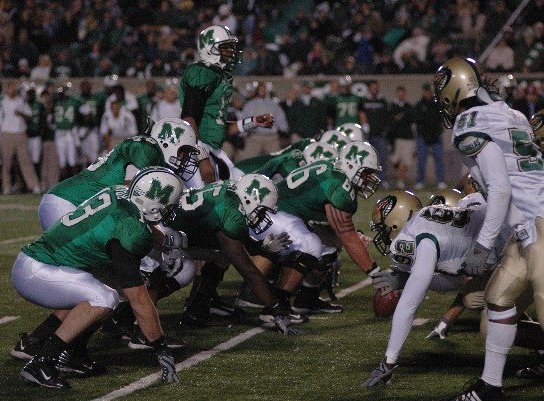
Partida do Marshall Thundering Herd contra o UAB Blazers em 2007.

O time representante da universidade é o Marshall Thundering Herd, suas cores são verde e branco, a equipe participa da Conference USA da Divisão I da NCAA, o time de futebol americano começou a jogar em 1895, dentre as instalações esportivas estão o Joan C. Edwards Stadium e o Cam Henderson Center.